# Cimera de les Açores
La Cimera de les Açores  va ser una reunió mantinguda en les illes Açores el 16 de març de 2003 entre els presidents dels Estats Units (George W. Bush), Regne Unit (Tony Blair), Espanya (José María Aznar) i Portugal (José Manuel Durão Barroso) -que exercia a més d'amfitrió- prèvia a la Invasió de l'Iraq de 2003.
A la Cimera de les Açores  es va adoptar la decisió de llançar un ultimàtum de 24 hores al règim iraquià encapçalat per Saddam Hussein per al seu desarmament.
L'ultimàtum finalment va desembocar en la invasió de l'Iraq (Operació Llibertat Iraquiana) per una coalició internacional de països sense el suport explícit de l'Organització de les Nacions Unides, encara que es van emparar en la Resolució del Consell de Seguretat de les Nacions Unides número 1441, 1483 i 1511.

## Declaracions de la Cimera de les Açores en relació amb Iraq
En la Cumbre de l'Iraq es van produir dues declaracions: Una visió per a l'Iraq i el poble iraquià i Compromís amb la solidaridas transatlàntica.

### Una visió per a l'Iraq i el poble iraquià
En aquesta declaració s'argumenta la necessitat d'alliberar el poble iraquià del règim de Saddam Hussein.

### Compromís amb la solidaritat transatlàntica
A part de l'ultimàtum, la Cimera de les Açores va aprovar una declaració sobre la solidaritat transatlàntica en la qual els signants pretenien declarar el seu compromís amb els valors comuns a ambdós costats de l'Atlàntic de la democràcia, la llibertat i l'Estat de dret, i que junts farien davant les dues amenaces del segle XXI el terrorisme i la proliferació d'armes de destrucció massiva.

## Conseqüències
La Cimera de les Açores és el preludi a la Invasió de l'Iraq de 2003 i la seva posterior ocupació i la prolongació fins al 19 d'agost de 2010 de la Guerra de l'Iraq.

### L'ocupació militar no va trobar armes de destrucció massiva
No es va demostrar l'existència d'armes químiques (armes de destrucció massiva) a l'Iraq, principal argument que es va esgrimir per a la declaració de guerra. També es va vincular la invasió de l'Iraq a la solució del conflicte araboisraelià, la nova estratègia geopolítica dels Estats Units, els grans interessos econòmics de les petrolieres a la zona i un camp de proves real per a la indústria militar nord-americana, que constitueix una part molt important de seu Producte Interior Brut.

### Retirada de les tropes i final de la guerra
El divendres 27 de febrer de 2009, el president dels Estats Units, Barack Obama, va anunciar la retirada de les seves tropes pel dilluns
 31 d'agost de 2010, encara que quedarien 50.000 soldats fins al 31 de desembre de 2011.